# Action collective (sociologie)
Pour les articles homonymes, voir Action collective.
 (août 2024).
Si vous disposez d'ouvrages ou d'articles de référence ou si vous connaissez des sites web de qualité traitant du thème abordé ici, merci de compléter l'article en donnant les références utiles à sa vérifiabilité et en les liant à la section « Notes et références ».
L'action collective  fait référence à une action réalisée par un groupe de personnes dont l'objectif est d'améliorer leur condition et/ou atteindre un objectif commun.
Le concept est formulé et théorisé dans plusieurs domaines des sciences sociales, notamment la psychologie, la sociologie, l'anthropologie, la science politique et l'économie.

## En sociologie
Une action collective est, en sociologie, un type d'action, collective, résultant d'une coordination non concertée par les agents des buts ou des formes de leurs actions individuelles. Les agents n’ont pas d’engagements les uns à l’égard des autres.
La sociologie distingue deux types d'actions collectives :
- Lorsque la coordination est simplement induite par les circonstances, l’action collective est dite plurielle : les fins et moyens s’imposent ou sont suggérés. C'est le cas du « sauve qui peut » et des phénomènes de foule.
- Lorsque la coordination est prédéterminée par un dispositif social, les actions sont dites complémentaires. Celles-ci peuvent être simultanées, telles celles du conducteur d’autobus et de son passager, ou différée, telle l’action de lire un livre écrit par un autre en une autre époque.

On remarque ainsi deux sens au concept :
- au sens large, l'action collective est une action coordonnée de plusieurs individus, comme faire ses courses au supermarché, ou bien se promener.
- au sens strict, elle est définie comme une action volontaire coordonnant la participation de plusieurs individus dans le but de faire triompher un intérêt ou une cause. Par exemple participer à une manifestation, faire une grève. Ce type d'action collective est étudié par une branche spécifique de la sociologie, la sociologie politique.

Dans son ouvrage La Mise en scène de la vie quotidienne, Erwing Goffman montre que les participants ou intervenantes d'une action collective mettent en place des stratégies pour faire croire que leur engagement est vrai, ou au moins pertinent et adéquat. Pour y parvenir, ils mettent en œuvre des relations de complicité, par exemple. Cependant, les membres d'une action collective peuvent, individuellement, ne pas être totalement convaincus par leur projet. Ils se permettront alors des écarts par rapport au comportement standard, écarts qui seront vite réalignés sur ce dernier. Par exemple, en faisant une plaisanterie, un silence significatif, des sous-entendus révélateurs, etc. Dans les conventions sociales, l'auteur de ces écarts peut nier avoir voulu dire quelque chose de spécial, et qui les entend a le droit de faire semblant de n'avoir rien entendu. Ces politesses verbales, prises de liberté par rapport aux buts de l'action collective, qui veulent dire le contraire de ce qu'elles prétendent affirmer, ne sont pas toujours faciles à interpréter. Peut-être, par une plus grande provocation, leur auteur cherche à obtenir un avantage, et montrer ses interlocuteurs sous un jour défavorable.
Ces écarts mesurés dans le comportement public standard permettent de prendre un peu de liberté, mais ils permettent aussi d'explorer si un autre mode de relation est possible. Un groupe peut, de cette manière, inviter l'autre groupe à être plus familier, ou au contraire plus distant, et donner les moyens à leur relation de se transformer et d'être plus efficace. Par exemple, les Thugs, une confrérie d'assassins professionnels active en Inde du 13e au 19e siècle, s'était donnée un code secret, que ses membres pouvaient énoncer publiquement en toute occasion, qui leur permettait de passer d'une relation distante et convenue à une relation complice. Il existe des codes similaires chez les ouvriers et les francs-maçons. Chez les individus en dehors de sociétés secrètes il existe des processus similaires, mais plus complexes. La reconnaissance se fait par talonnements, donnant un tour ambigu à chaque intervention, et en progressant si le partenaire fait une réponse rassurante. Il s'agit d'un processus prudent et progressif, pratiqué par exemple pour engager une relation d'ordre sexuel.

## En économie
En économie, les théories de l'action collective s'intéressent aux situation de production de biens publics, ou d'autres biens collectifs comme les pool de ressources (biens communs) par des groupes sans recours à la hiérarchie ou des règles extérieures.
Pour les biens publics, le livre de Mancur Olson publié en 1965 "logique de l'action collective" explique que la capacité de lobbying d'une organisation, qu'il conceptualise comme un bien public, est un sous-produit des bénéfices individuels que cette organisation procure à ses membres. Par exemple, les associations de médecins aux état-unis sont très influentes car les médecins ont besoin de ces organisations pour être assuré contre les fautes professionnelles.
Pour les pool de ressources, Elinor Ostrom a montré dans le domaine de la gestion de ressources naturelles que des groupes locaux parviennent à surmonter des "dilemmes sociaux" grâce à des mécanismes comme la réputation (accès à des informations sur les comportements des autres participants à l'action commune), le respect de normes et de règles collectives, et la punition des comportements qui nuisent au groupe.

## Causes de l'action collective

### L'injustice perçue
L'idée que l'action collective survient en cas d'injustice perçue a été initialement introduite par la théorie de la déprivation relative. Cette théorie explique que les personnes comparent le groupe social auquel elles appartiennent avec les autres groupes. Si des inégalités entre les groupes sont perçues (déprivation relative), les personnes du groupe désavantagé sont alors motivées à engager une action collective en raison du sentiment d'injustice. Les émotions collectives, comme la colère, motivent l'action collective qui a pour but de rectifier l'injustice. L'importance de ce facteur comme cause de l'action collective a été confirmée dans une méta-analyse.

### Efficacité perçue
Au-delà du sentiment d'injustice, les chercheurs ont aussi montré que les personnes doivent aussi avoir un objectif, une structuration et les ressources nécessaires pour se mobiliser et organiser une protestation sociale (théorie de la mobilisation des ressources).
Les individus ont moins de chances de s'engager dans une action collective s'ils pensent que celle-ci est vouée à l'échec. Ce facteur est théorisé à travers le concept d'auto-efficacité collective perçue, c'est-à-dire la croyance en la capacité du groupe à atteindre ses objectifs. Il a été démontré que ce facteur a un effet important sur la réussite de l'action collective.

### L'identité sociale
L'identité sociale, c'est-à-dire le sentiment d'appartenance à un groupe, agit positivement sur la motivation à participer à une action collective car elle favorise l'adhésion aux normes du groupe, elle augmente la perception des injustices vécues via des expériences émotionnelles partagées, et améliore le sentiment d'efficacité de l'action commune.